# Pteraeolidia ianthina
Pteraeolidia ianthina är en snäckart som först beskrevs av George French Angas 1864.  Pteraeolidia ianthina ingår i släktet Pteraeolidia och familjen Facelinidae. Inga underarter finns listade i Catalogue of Life.

## Bildgalleri

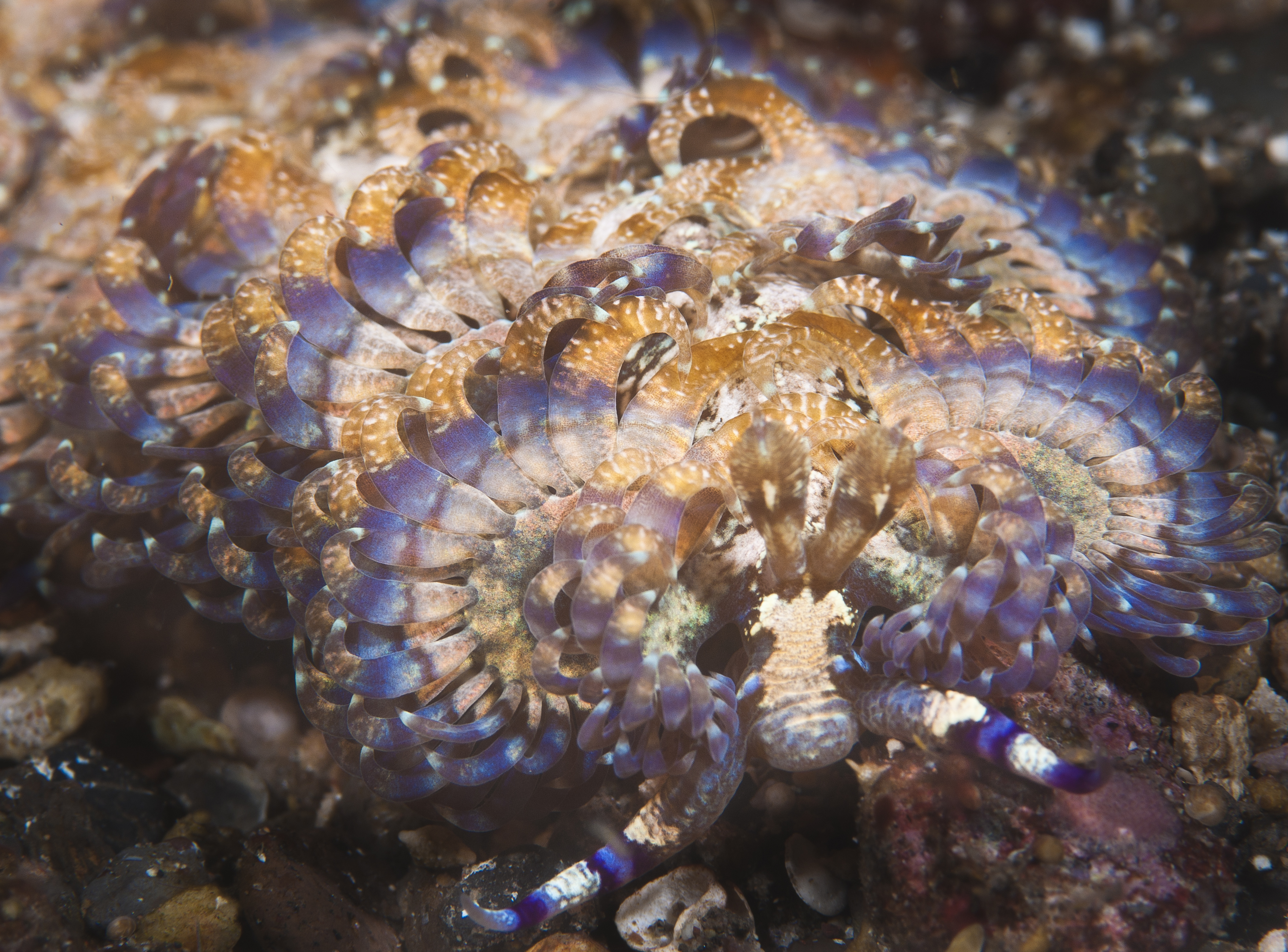